# Ночви

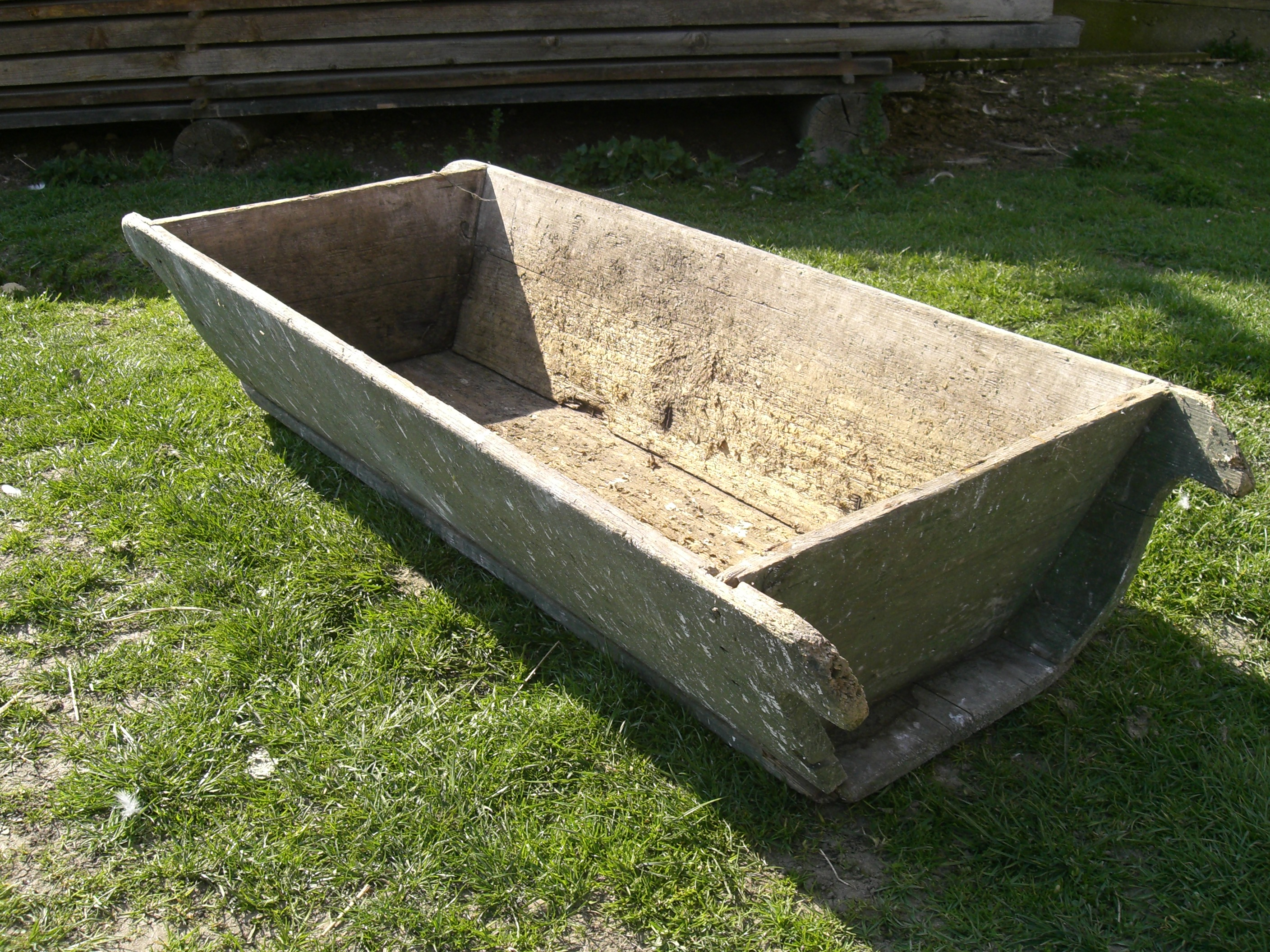
Дерев'яні ночви

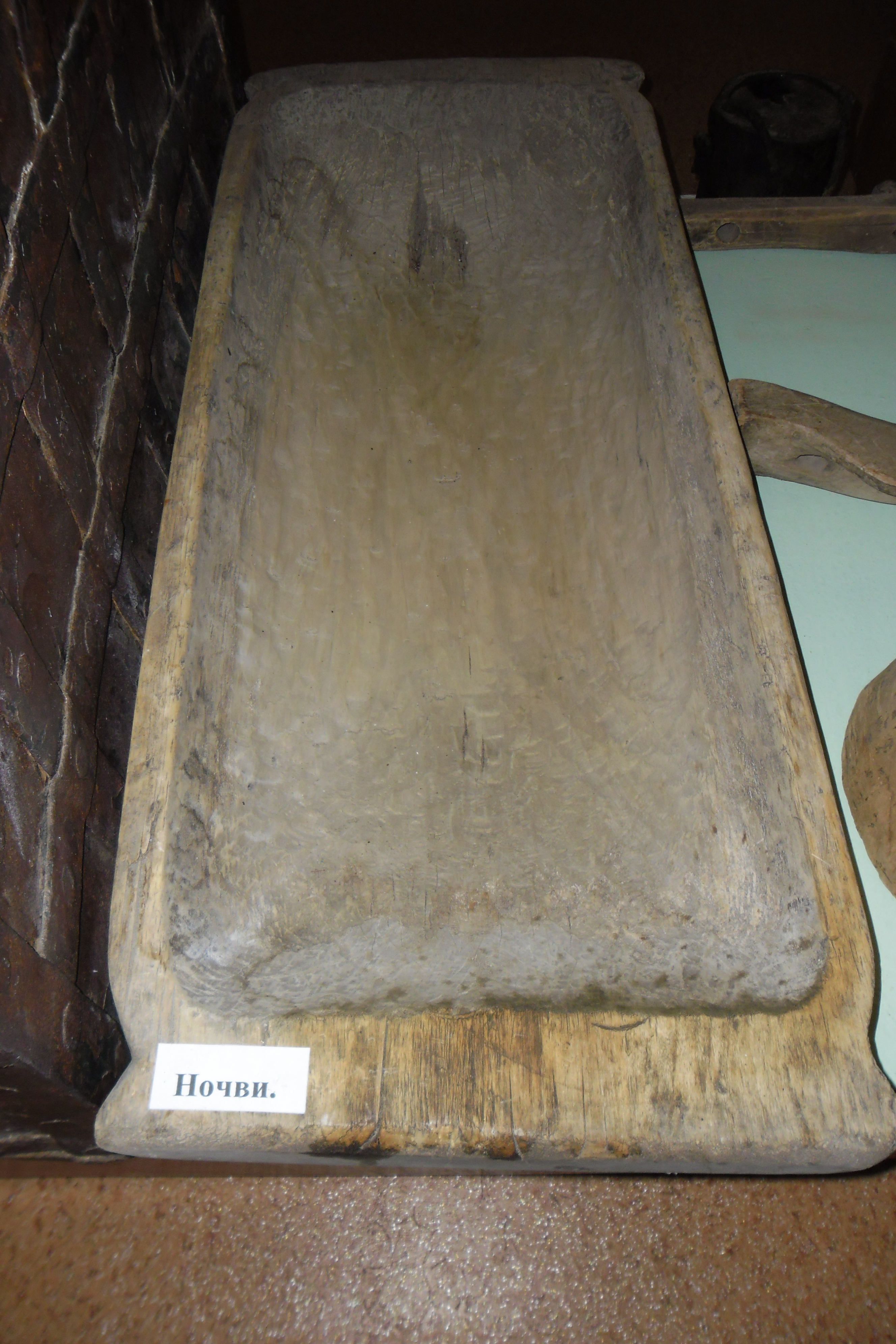
Дерев'яні ночви. Україна. Музей м. Диканька.

Но́чви (від прасл. *nьktjy, род. відм. *nьktjъve), діал. вагани́, не́цьки, кори́то — видовбані з цільного відрізка деревини коритця прямокутної або човноподібної форми, часто — із завуженими кінцями-ручками, в яких купали дітей, прали білизну, підсівали борошно, розчиняли тісто, сікли овочі та зелень сікачкою, віяли зерно та крупи. У гуцулів терміни «ночви» і «корито» не розрізнялись.
В українському побуті ночви використовували для домашнього вжитку: виготовлення тіста, прання білизни, купання і т. ін.